# قرار مجلس الأمن التابع للأمم المتحدة رقم 1924
قرار مجلس الأمن التابع للأمم المتحدة رقم 1924، المتخذ بالإجماع في 27 مايو 2010، بعد إعادة التأكيد على القرارين 1893 (2009) و1911 (2010) بشأن الوضع في كوت ديفوار والقرار 1885 (2009) بشأن ليبيريا، مدد المجلس ولاية عملية الأمم المتحدة في كوت ديفوار حتى 30 يونيو 2010، في انتظار توصيات أخرى لمراجعتها.
وأشار مجلس الأمن إلى أن هناك حاجة إلى وقت لدراسة التوصيات الواردة في تقرير الأمين العام بان كي مون بشأن الحالة في البلد، الذي أعرب عن خيبة أمله من النكسات في عملية السلام الإيفوارية، واقترح زيادة عدد أفراد عملية الأمم المتحدة في المناطق الأكثر خطورة لتقديم الدعم للانتخابات. تأخرت الانتخابات في البلاد منذ عام 2005؛ وذكر الأمين العام أنه على الرغم من «إغراء الرضوخ للإحباط والاستسلام» في البلاد، إلا أنه لا يريد أن يخذل شعب كوت ديفوار.
أكد القرار أن الوضع في كوت ديفوار يشكل تهديدًا للسلم والأمن الدوليين في المنطقة، وبموجب الفصل السابع من ميثاق الأمم المتحدة، مدد ولاية عملية الأمم المتحدة في كوت ديفوار المحددة في القرار 1739 (2007) حتى 30 يونيو 2010. كما تم تمديد تفويض القوة الفرنسية البالغ قوامها 900 فرد لدعم عملية الأمم المتحدة في كوت ديفوار حتى التاريخ نفسه.